# Yap Yee Hup
Yap Yee Hup (* 20. Februar 1970) ist ein malaysischer Badmintonspieler. Er ist der Zwillingsbruder des Badmintonspielers Yap Yee Guan.

## Karriere
Yap Yee Hup wurde 1991 Neunter bei der Weltmeisterschaft. Im gleichen Jahr gewann er auch die French Open. Bei den Indian Open 1997 wurde er Fünfter.

## Sportliche Erfolge
| Saison | Veranstaltung                          | Disziplin    | Platz | Name                       |
| ------ | -------------------------------------- | ------------ | ----- | -------------------------- |
| 1991   | Weltmeisterschaft                      | Herrendoppel | 9     | Yap Yee Guan / Yap Yee Hup |
| 1991   | French Open                            | Herrendoppel | 1     | Yap Yee Hup / Yap Yee Guan |
| 1997   | Indien: Internationale Meisterschaften | Herrendoppel | 5     | Yap Yee Hup / Yap Yee Guan |